# 彼得那戰役
彼得那戰役（Battle of Pydna），發生在前168年的馬其頓，是馬其頓王國與羅馬共和國在第三次馬其頓戰爭的一場決定性戰役。這場戰役中，盧基烏斯·埃米利烏斯·保盧斯所率領的羅馬軍擊敗馬其頓珀爾修斯，結束第三次馬其頓戰爭。此次戰役結果導致馬其頓王國覆亡，安提柯王朝因此斷絕，此戰確定羅馬軍團的作戰靈活性徹底戰勝馬其頓方陣以及敲響了希臘化時代的喪鐘。
學者Paul K. Davis指出這場戰役決定了亞歷山大繼業者王國的命運，並使羅馬共和國的權勢開始影響近東地區。

## 背景

### 第二次馬其頓戰爭戰敗
前188年，羅馬-敘利亞戰爭結束，根據阿帕米亞和約，羅馬人希望就此可使希臘和小亞細亞保持權力平衡，且不會產生一個大國危害羅馬利益。然而希臘世界內部小紛爭持續不斷，馬其頓國王腓力五世雖然在第二次馬其頓戰爭戰敗，但他從未放棄稱霸希臘的夢想，他在戰敗後數十年內讓國內安養生息、改革軍隊、振興經濟、鼓勵生育並擴充人口。前187年或前186年，腓力五世攻占色雷斯沿岸的阿埃努斯（Aenus）和馬羅內亞（Maroneia），但此舉引起帕加馬王國擔憂，促使羅馬干涉。羅馬人要求腓力五世立即退出，儘管腓力五世非常不滿羅馬的介入，甚至有要與羅馬再戰的念頭，但因為準備未足，不得不退出這兩座城市，但此事更加深腓力五世報仇的念頭。
另外，腓力五世的次子德米特里在第二次馬其頓戰爭戰敗後，當過幾年的羅馬人質，羅馬人對於他表示極熱烈的歡迎，待之以殊禮，甚至有傳言羅馬將會擁立德米特里為馬其頓國王。羅馬對德米特里親善的態度引起腓力五世長子兼繼承人的珀爾修斯憂慮，為了穩固他的地位，前181年珀爾修斯假造一封書信，誣指德米特里有異心，誘使腓力五世殺了德米特里。不久之後，腓力五世發現自己被珀爾修斯騙了，懊悔當時的不智，這件事也讓他的健康惡化。腓力五世對珀爾修斯相當氣憤，並改立同宗的艾克格拉底之子安提柯為王國繼承人。幾個月後腓力五世逝世，儘管安提柯是新任繼承人，但珀爾修斯在國內卻擁有很大勢力，珀爾修斯立即奪取王位並處死安提柯，於前179年當上了馬其頓國王。

### 珀爾修斯的準備
珀爾修斯的對羅馬的政策也跟腓力五世相同，他內心厭惡羅馬人，並繼續依照父親增強國力的措施，持續累積財富。當時希臘各地存在嚴重的社會問題，嚴重的經濟蕭條和極端的貧富差距產生階級衝突和對立，許多無業的希臘人希望能推翻當地上層階級把持的城邦政府，並期望能夠重新分配土地。珀爾修斯利用當時的希臘局勢，鼓勵貧窮的希臘人移民馬其頓，並支持希臘各地城邦的下層民眾社會改革。這讓希臘各地許多下層民眾支持珀爾修斯，厭惡支持上層階級政府的羅馬人，結果希臘諸國不論在外交上與馬其頓是盟友或為是敵人，其內部都存在著一股反羅馬的民意。
另外在珀爾修斯統治的時間內，雖然維持與羅馬的同盟關係，但馬其頓的實力經過數十年安養，國力已經超過腓力五世第二次馬其頓戰爭之時，也累積許多財富、軍備、糧食。前172年羅馬在小亞細亞最堅貞的盟國，帕加馬國王歐邁尼斯二世當時懷疑珀爾修斯的舉動可疑，他親自向羅馬元老院控訴：
|                      | 他（珀爾修斯）儲存了可供30,000名步兵和5,000名騎兵十年之用的穀物，所以他在食物供應上有很大的自由，不受他本國土地收成好壞的限制，敵國的農村狀況也對他沒有什麼影響。擁有那麼多財富的他，除了他供給現有馬其頓軍隊俸祿之外，還可以同時支付10,000名雇傭兵的費用。每年他的王室所屬的銀礦還可以提供大量的財政收入。他還在軍械庫存放了大量的武器，足夠現有軍隊之三倍數量的士兵打仗所需。他另外還控制了色雷斯的人力.......以防馬其頓的人力萬一不能滿足所需。 |
| ——李維,XXXLX,12,8-10 | |

歐邁尼斯二世如此控訴珀爾修斯的野心，然而此時羅馬元老院尚未決定要立即與馬其頓全面開戰，但這番控訴必定惡化羅馬人對珀爾修斯的觀感。隨後當歐邁尼斯二世從羅馬返回帕加馬途中，路經德爾斐參拜時，他遭到珀爾修斯所雇用的刺客襲擊，險些斃命。這件事成了第三次馬其頓戰爭的導火線。

## 第三次馬其頓戰爭

戰役前的軍事行進圖.

在馬其頓珀爾修斯諸多小動作後，前171年羅馬正式向馬其頓宣戰，戰爭爆發。起初，珀爾修斯擁有非常有利的局勢，畢竟羅馬的準備並不充足，但他不向他父親那樣大膽果斷，反而顯得他的性格保守膽怯。近代戰史學家富勒批評他缺乏腓力五世所具有的勇氣，竟採取了一個純守勢的戰略，坐待敵人的進攻。富勒並說，假使珀爾修斯一開戰就南下希臘，整個希臘將會轉向支持馬其頓。學者蒙森也認為當時馬其頓的實力遠超過腓力五世之時，甚至其資源都比漢尼拔還多。
戰事初期，馬其頓和羅馬互有勝負，儘管珀爾修斯在軍事上無能，但羅馬的將軍也不算個將才。卡利基努斯戰役中珀爾修斯獲得勝利，但他並未乘勝追擊，相反的，他一心只想與羅馬提出和平條約，當然被羅馬拒絕。戰事就這樣繼續下去，兩方都沒有甚麼大進展，羅馬連續幾年的統帥都沒有什麼作為。前169年底局勢有了變化，羅馬執政官昆圖斯·馬爾基烏斯·菲利普斯（Quintus Marcius Phillipus）率軍穿過奧林匹斯山成功進入馬其頓境內，但其實這時羅馬軍隊因為補給不充分，戰力下降。然而珀爾修斯聽聞羅馬軍隊已經進入馬其頓境內，自以為大局已定，匆忙燒掉彼得那的軍資和戰艦，不戰而逃，喪失一個可以擊敗羅馬軍隊的大好機會。等到珀爾修斯搞清狀況，羅馬軍隊已經因補給問題先行撤軍，珀爾修斯於是才返回彼得那，進佔艾爾皮亞斯河（Elpeus）上的陣地，並在那裏建造防禦工事，等待敵軍。

### 保盧斯任職
前168年，羅馬新任執政官盧基烏斯·埃米利烏斯·保盧斯前來接替菲利普斯的職務。保盧斯是個有很多軍事經驗的統帥，他來到希臘之前就先派人調查這場戰爭的各種情形，接任統帥後他第一件事件先整頓羅馬軍隊的不良風氣，使軍隊士氣煥然一新。保盧斯為了引誘珀爾修斯離開他的防禦陣地，命部將普布利烏斯·科爾內利烏斯·西庇阿·納西卡·科爾庫盧姆（Publius Cornelius Scipio Nasica Corculum）率領8,200名步兵和120名騎兵前去東方沿岸一帶，看起來像是要從海路繞過馬其頓在艾爾皮亞斯河的陣地，從後方夾擊馬其頓軍。但真正的意圖是要西庇阿·納西卡暗自從西方迂迴，盡快通過皮蘇門（Pithium），從東北方與主軍夾擊馬其頓軍。
然而，這個計畫被一位羅馬逃兵洩漏給珀爾修斯，珀爾修斯立即派將軍米羅（Milo）領著12,000名士兵截擊西庇阿·納西卡的分隊。然而，這兩支分隊在經過一場激烈的交鋒後，米羅的部隊遭到擊退。珀爾修斯得知消息後未免遭到夾擊，立即把馬其頓主力撤出，而牽制馬其頓主力的保盧斯率軍緊追在後。

### 戰役前刻
珀爾修斯來到彼得那南方的一個小村莊，靠近卡泰里尼（Katerini）附近，並選定一塊相對平坦的地方作為戰場，在這裡也適合他的馬其頓方陣展開。保盧斯與西庇阿·納西卡合軍也來到戰場之西，他們發現珀爾修斯已經把大軍展開，等著羅馬人進攻。保盧斯考慮到自軍經過一段行軍，需要先給予休息時間，命軍隊先把軍營立於附近的小山丘上。當夜，月蝕發生了。李維描述說當時有一位羅馬軍官因為事先知道這次天文異象會發生，且知道這是個自然現象，沒有讓大軍產生太大驚動。然而，馬其頓軍不明所以，軍中許多士兵認為這是戰敗的跡象，是個壞預兆，造成士氣浮動。而普魯塔克則說兩軍同樣發生驚慌和恐懼，然而保盧斯知道這個現象的原理，他利用祭祀的手段安定軍心。另外，這場戰役的日期重建也是透過月蝕才確定的。
第二天，即6月22日下午才展開會戰。普魯塔克說是因為羅馬軍隊立於西方，保盧斯不願意在太陽直射眼睛之刻作戰，故意把時間延誤，並讓一匹脫韁的馬引誘對方哨兵戰鬥，再擴大成全軍會戰。另外普魯塔克也提到另一個說法，說是馬其頓軍的士兵襲擊羅馬軍的運糧部隊，並使雙方衝突擴大。李維則說當時戰場中央有條小河，雙方都從小河取水，雙方都在兩岸設置自己哨兵互不干涉。然而羅馬方有匹脫韁的馬跑到對岸，兩方哨兵為了爭奪這隻駝獸而爆發小衝突，這才擴大局勢。近代戰史家富勒認為是珀爾修斯逮住這個機會搶先發動總攻，他率兵渡過小河突襲保盧斯，富勒認為當時保盧斯在突然襲擊下才佈署完軍隊，自己連穿盔甲和頭盔的時間都沒有。

## 佈署

戰役開始.

羅馬全軍擁有38,000名，其中33,400名是步兵，其中含兩個羅馬軍團約15,000名步兵和騎兵。馬其頓軍總數有44,000名士兵，其中21,000名士兵組成馬其頓方陣，騎兵約4,000名。兩軍都以他們常用的陣形排開，雙方詳細的戰鬥序列已不可考。羅馬中央由兩個羅馬軍團和一些拉丁盟軍組成，兩翼是希臘、義大利盟軍，騎兵在兩翼最外側，其中右翼佈署22頭戰象，這些戰象是羅馬盟國努米底亞提供的。羅馬標槍兵佈於全軍最前緣。
馬其頓軍中央是馬其頓方陣，中央方陣右側是銅盾兵（Chalkaspides）組成，白盾兵於中央左側。左側部隊佈署不清楚，但可知輕盾兵、傭兵、色雷斯步兵組成右翼保護方陣的側翼，騎兵佈署於兩翼最外側。珀爾修斯率領騎兵衛隊於右翼，指揮右翼的重裝騎兵、色雷斯騎兵、奧德里西亞騎兵。精銳的3,000名阿格瑪輕盾兵，可能佈置於右翼後方，作為預備隊。

## 交戰
兩軍差不多在下午三點展開決戰，交戰點在羅馬軍營前不遠的距離。馬其頓軍主力是重裝步兵，他們手持約六公尺長的薩里沙長矛，作戰時前五列向前平舉，因此每一排馬其頓正面都會有五個矛頭，遠遠看如槍山矛海般，保盧斯晚年常常提起當年馬其頓軍的景象，並說當時馬其頓林立般的長矛帶著無堅不摧的氣勢，令人感到無比的驚愕和恐怖。雙方開始交鋒，羅馬戰線的最右端的皮里格尼亞人（Pelgnians）的部隊可能是最先投入作戰，但因為他們無法擊敗馬其頓軍，他們的指揮官還把軍旗投擲到敵軍的中間，促使士兵去搶回軍旗。然而經過一番惡鬥下，羅馬軍士兵仍無法從馬其頓方陣中打開缺口，前列許多羅馬士兵紛紛倒下，後列的士兵也漸漸不敵，被逼著逐步往後退，甚至有部份準備逃走。於是羅馬軍被壓著往後方山頂的大營撤，保盧斯看到己方的敗勢氣的大怒，馬其頓軍繼續往前進擊，進入山麓地帶。
冷靜下來的保盧斯發現一當馬其頓軍進入崎嶇的地形，他們便無法保持完整的隊形，使方陣出現許多空隙和缺口。他連忙重組軍隊和臨散的敗兵，命士兵朝這些缺口進攻。一旦馬其頓方陣被近身突入，馬其頓士兵過長的長矛根本無法進行近身格鬥，他們只能依靠配屬的小短劍作戰，但這實在不是羅馬士兵手上的利劍和長形盾的對手，再加上馬其頓過於密集的方陣也沒有多少空間可供士兵活動，這一下讓快獲得勝利的馬其頓軍陷入苦戰。
除了這些小缺口外，馬其頓軍的中央部分右方銅盾兵與右翼輕盾兵之間，還發生了一個大脫節。富勒認為這是因為馬其頓先擊敗羅馬左翼的皮里格尼亞部隊，並展開追擊，所以馬其頓的右翼已經上前了，但中央部分則尚在與羅馬的兩個主力兵團交戰，產生了脫節。羅馬第一軍團的部隊從這個大空隙突入，使馬其頓方陣部隊和輕盾部隊聯繫被切斷。羅馬前任執政官盧基烏斯·波斯圖米烏斯·阿爾比努斯（Lucius Postumius Albinus）所率領羅馬第二軍團從正面中攻擊方陣的白盾兵，同時與羅馬第一軍團從已突破的側翼夾擊馬其頓方陣。
此時，羅馬軍開始投入戰象部隊，並命他們朝敵軍左翼衝鋒，拉丁同盟部隊也跟隨在戰象後面，並徹底擊敗馬其頓左翼，迫使他們潰散。獲勝的羅馬軍右翼繼續朝尚未潰散的馬其頓軍攻去。在自軍右翼的馬其頓國王珀爾修斯看到局勢逆轉，儘管他的右翼騎兵尚未投入戰鬥，他連忙逃離戰場，他的騎兵因此退出這場戰鬥。留下的馬其頓部隊紛紛潰散，全軍全面潰敗，僅有馬其頓3,000名阿格瑪輕盾兵死戰不退，直至戰死為止。這此戰役以羅馬軍大勝作收，從戰役開始到分出勝負僅不到一小時就結束了，剩下直到日落的時間都讓羅馬軍用來追擊用。

## 另一種說法
另外，波利比烏斯說會戰一開始珀爾修斯就以向海克力斯獻祭為由，逃回彼得那城。而另一位叫波塞多紐斯（Poseidonius）的希臘人，他聲稱自己是同時代人物，他的著作內容不支持珀爾修斯的怯懦和獻祭的論點，並說戰役前一天珀爾修斯受了傷，因此無法上馬和穿戴盔甲，珀爾修斯不顧自己夥友的勸阻，雖然無法穿上戰甲仍堅持上馬，在戰場上無數的標槍和箭矢從四處投來，其中一支標槍擦過珀爾修斯並讓他瘀傷，這才退出戰場。
而塞克斯圖斯·尤利烏斯·弗朗提努斯的《謀略》中說另一種截然不同的戰役結果，他說當時保盧斯佯退引誘馬其頓軍追擊，然而馬其頓軍追擊羅馬軍時陣形並沒有產生混亂，保盧斯見到此計不可行，另生一計。他率領他的騎兵舉起盾牌，從馬其頓方陣正面快速橫過，透過速度上的衝擊，用盾牌把馬其頓的薩里沙長矛折斷，因此馬其頓軍才會輸。不過這描述相當不可靠。

## 戰後和影響

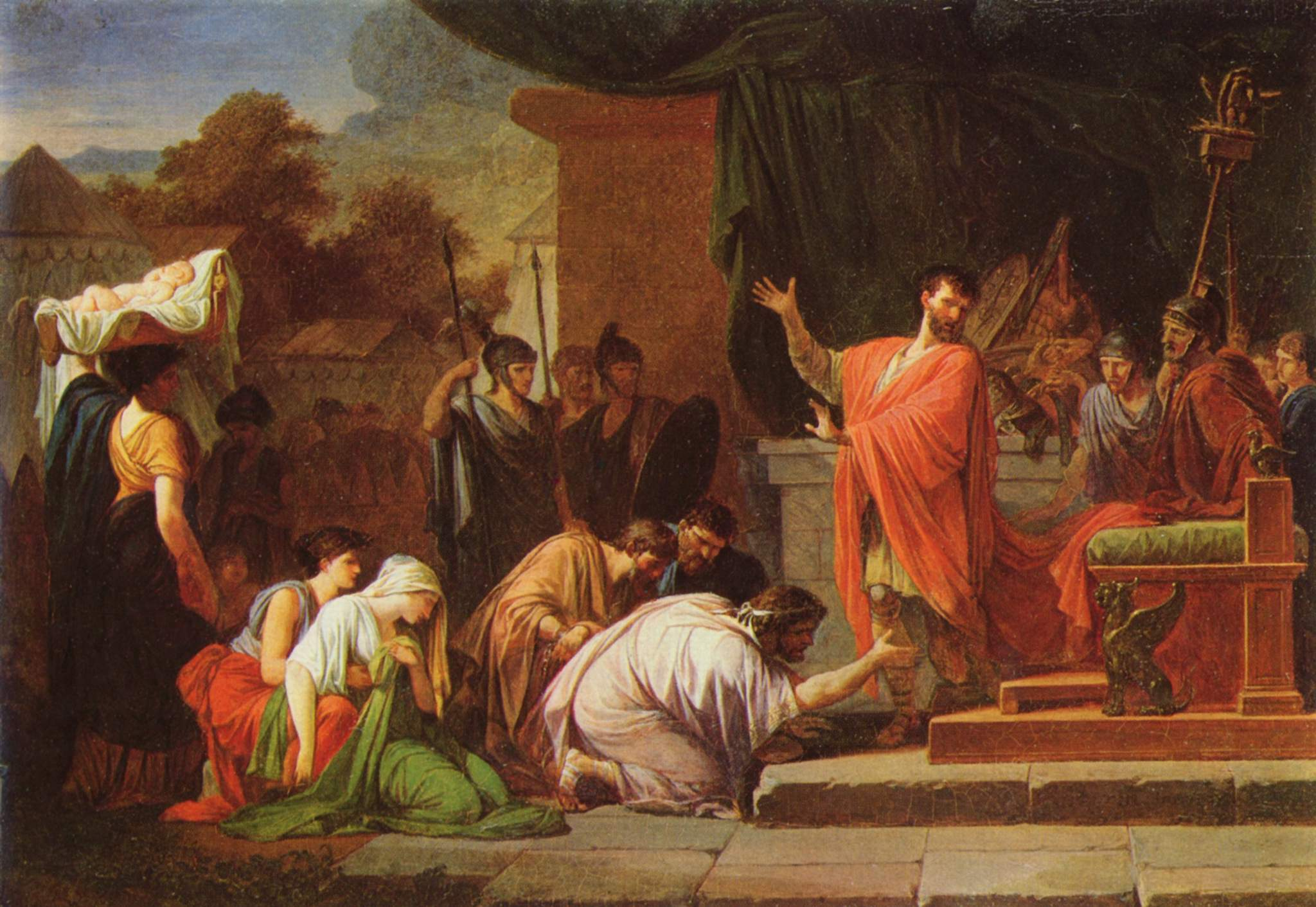
珀爾修斯向保盧斯投降.

這場戰役馬其頓戰死和受傷超過25,000名，羅馬僅損失1,000多名。戰後，珀爾修斯因為此場無能怯懦的表現，讓馬其頓人對他非常不滿，在眾叛親離之下投降保盧斯，並被帶往羅馬城，出席保盧斯的凱旋式，餘生都被關押著。馬其頓王國遭到羅馬解散，王室成員被送往羅馬，王國被分成四個不隸屬的共和聯邦，且每一個聯邦中的人民禁止與另一個聯邦通婚、來往和貿易，同樣也限制與其他希臘地區來往。另外把馬其頓一些重要且富有階級，包括所有的官吏在內，都運往義大利為奴。同時有反羅馬嫌疑的馬其頓人也遭到「清洗」。
在軍事上，這場彼得那戰役和先前的庫諾斯克法萊戰役經常被認為高機動的羅馬軍團中隊戰術，在適應戰場上比馬其頓方陣更具實戰性，也代表亞歷山大時代的馬其頓方陣戰術將被羅馬中隊戰術所取代。然而，也有觀點認為這場戰役馬其頓會失敗是珀爾修斯指揮的問題，加上他沒有把重要的騎兵投入戰場。富勒認為珀爾修斯不該讓重裝步兵方陣追擊敵人，而應該運用騎兵和輕裝部隊。事實上，這也是羅馬軍團唯一一次從馬其頓方陣正面直接突破的戰役。
這場戰役影響深遠，羅馬人在第三次馬其頓戰爭獲勝，徹底摧毀馬其頓王國，也讓他們有夠強的威勢可以干涉近東地區。這場戰役也象徵亞歷山大大帝繼業者王國注定的覆亡的命運，如果此戰珀爾修斯不敗，羅馬人勢必無力干涉塞琉古帝國安條克四世在同年併吞托勒密埃及。學者蒙森的評論說：「亞歷山大大帝的帝國從此消滅無餘了，他曾經征服東方並使其希臘化。現在距離他逝世已經144年，才終於完結了。」
戰後羅馬共和國變成了一個世界性強權和帝國，僅僅是沒有這個帝國的正式稱號而已。斯卡拉德（Mr．Scullard）在他的《羅馬政治》一書中說：“整個的希臘世界都裂成了碎片，屈服在它（羅馬）的膝下，它們之所以尚能得保任何獨立性的原因，也都完全是出於強國的恩賜。

## 腳註
1. ↑  F.W.Walbank，《希臘化世界》，上海人民出版社，ISBN 978-7-208-08903-7  P.85
2. ↑  Paul K. Davis, 100 Decisive Battles from Ancient Times to the Present: The World’s Major Battles and How They Shaped History (Oxford: Oxford University Press, 1999), 51.
3. ↑  李維,XXXLX,24,2-4
4. ↑  普魯塔克 《希臘羅馬英豪列傳:保盧斯》p.479
5. ↑  F.W.Walbank，《希臘化世界》，上海人民出版社，ISBN 978-7-208-08903-7  P.103
6. ↑  Adkins and Adkins, 《探索古希臘文明》（Handbook to Life in Ancient Greece） 商務印書館, Inc., 2005, p.136.
7. ↑  F.W.Walbank，《希臘化世界》，上海人民出版社，ISBN 978-7-208-08903-7  P.75
8. ↑  普魯塔克 《希臘羅馬英豪列傳:保盧斯》p.480
9. ↑  普魯塔克 《希臘羅馬英豪列傳:保盧斯》p.485
10. ↑  普魯塔克 《希臘羅馬英豪列傳:保盧斯》p.486
11. ↑  普魯塔克 《希臘羅馬英豪列傳:保盧斯》p.487
12. ↑  普魯塔克 《希臘羅馬英豪列傳:保盧斯》p.488
13. ↑  普魯塔克 《希臘羅馬英豪列傳:保盧斯》p.489
14. ↑  周時奮 《地中海的秩序》  P.207
15. ↑  普魯塔克 《希臘羅馬英豪列傳:保盧斯》p.492
16. ↑  塞克斯圖斯·尤利烏斯·弗朗提努斯, Stratagems, II.iii.20
17. ↑  普魯塔克 《希臘羅馬英豪列傳:保盧斯》p.491
18. ↑  普魯塔克 《希臘羅馬英豪列傳:保盧斯》p.496
19. ↑  普魯塔克 《希臘羅馬英豪列傳:保盧斯》p.503
20. ↑  F.W.Walbank，《希臘化世界》，上海人民出版社，ISBN 978-7-208-08903-7  P.235
21. ↑  周時奮 《地中海的秩序》  P.208

## 來源
- 約翰·弗雷德里克·查爾斯·富勒. A Military History of the Western World: From The Earliest Times To The Battle of Lepanto. Da Capo Press, Inc. A Subsidiary of Plenum Publishing Corporation. 233 Sprint Street, New York, N.Y. 10013. ISBN 0-306-80304-6 (v. 1). pp. 151 to 169.
- 普魯塔克，《希臘羅馬英豪列傳》，聯經出版公司，ISBN 978-957-08-3373-7
- F.W.Walbank，《希臘化世界》，上海人民出版社，ISBN 978-7-208-08903-7
- 周時奮 《地中海的秩序》，華東師範大學出版社，ISBN 978-7-5617-5113-8
- Angelides, Alekos, A History of Macedonia
- Howard Hayes Scullard, A history of the Roman world from 753 to 146 BC Methuen. (London, 1935)
- John Foss. .   [2010-11-17]. （原始内容存档于2021-02-10）.
- Jona Lendering. .   [2010-11-17]. （原始内容存档于2012-12-23）.
- The Third Macedonian War, The Battle of Pydna （页面存档备份，存于）

40°21′55″N 22°36′47″E / 40.36528°N 22.61306°E